# فرصت‌های شغلی (فیلم)
فرصت‌های شغلی (به انگلیسی: Career Opportunities) فیلمی محصول سال ۱۹۹۱ و به کارگردانی برایان گوردون است. در این فیلم بازیگرانی همچون فرانک ویلی، جنیفر کانلی، درموت مالرونی، کیران مولرونی، جان ام جکسون، جنی اوهارا، نوبل ویلینگهام، بری کوربین، ویلیام فورسایت و جان کندی ایفای نقش کرده‌اند.